# Schijnvliegveld Wilrijk

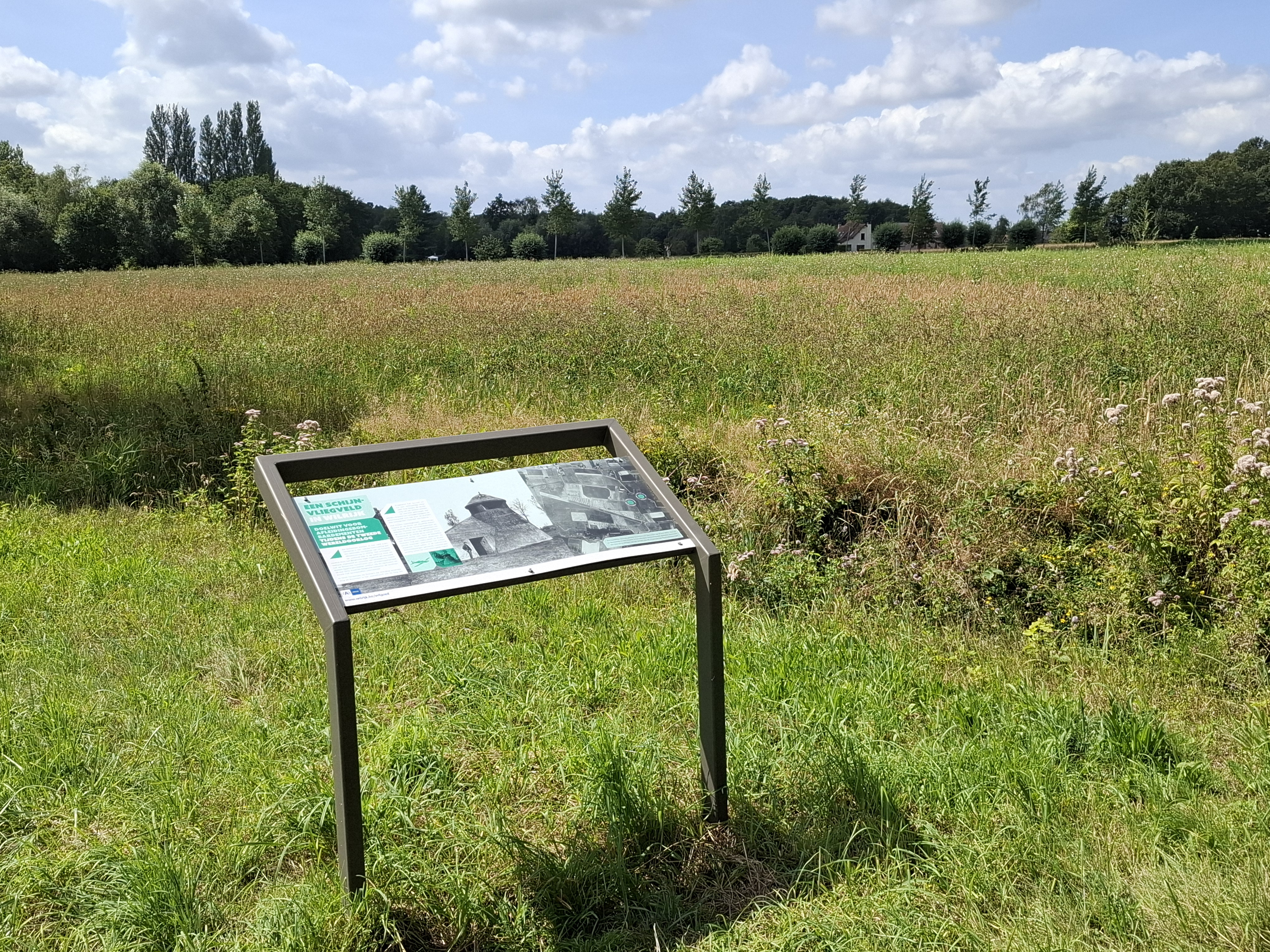
infobord Schijnvliegveld Wilrijk

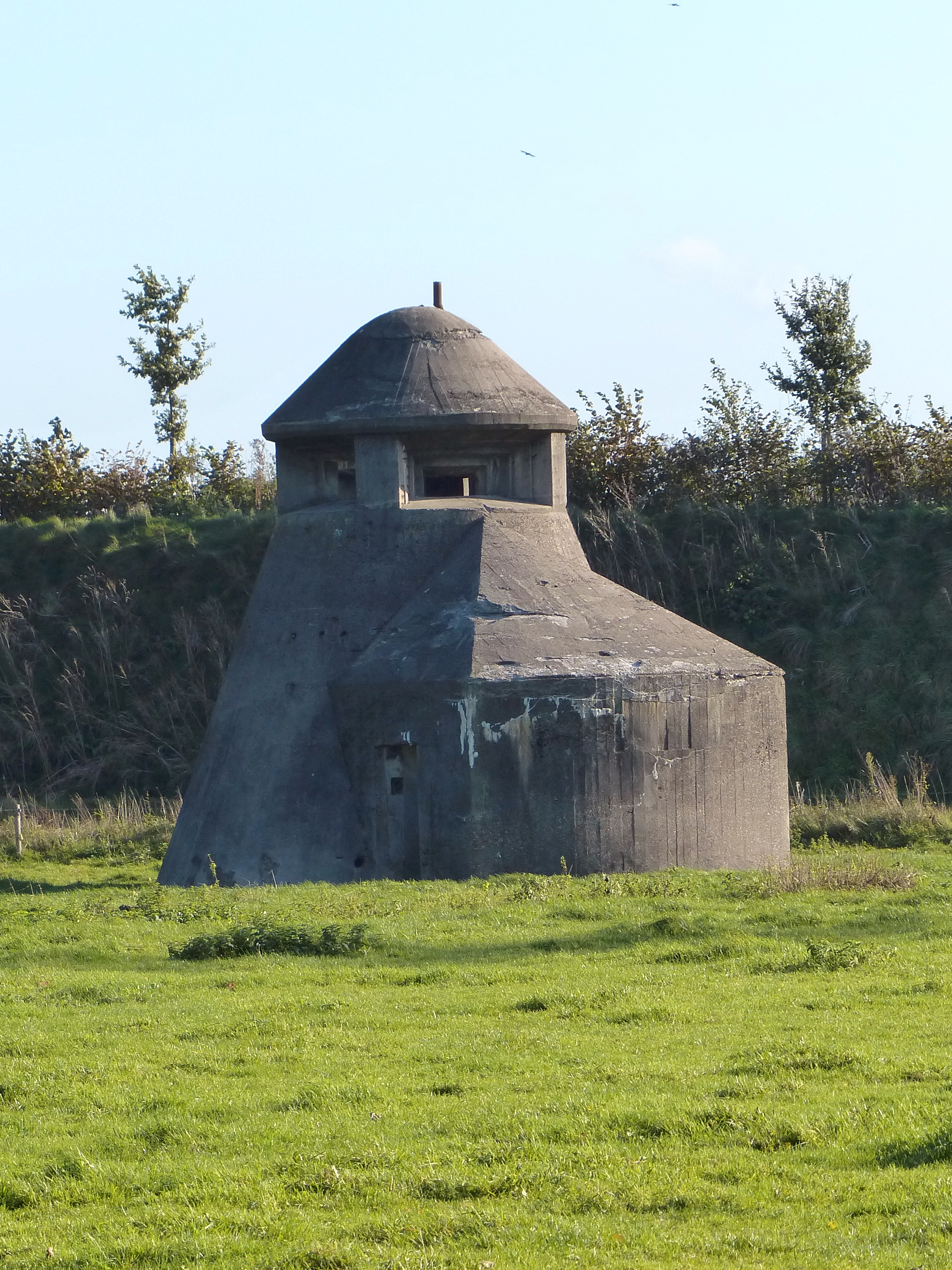
commandobunker Wilrijk

Het schijnvliegveld Wilrijk was een schijnvliegveld in de Belgische provincie Antwerpen, gelegen in de Reigershoek aan de grens van Wilrijk, Hemiksem en Aartselaar, nabij het kasteel Klaverblad. De Duitse luchtmacht wilde tijdens Tweede Wereldoorlog de indruk wekken dat hier een vliegbasis lag. 

## Geschiedenis
In de aanloop van de Tweede Wereldoorlog werd door het Belgisch leger een militair vliegveld ingericht te Wilrijk met een verharding, een ingezaaide landingsstrook en lichtbakens. Het was operationeel op 8 mei 1939 en er werden elf vliegtuigen Renard R-16 van het 9de Smaldeel van Bierset gestationeerd.  Na de capitulatie in 1940 maakten Belgische militairen de landingsstrook onbruikbaar.
De Duitsers herstelden de landingsbaan en wilden het vliegveld uitbouwen tot een volwaardig vliegveld, maar later wijzigden ze de plannen. Het Wilrijkse vliegveld dat Flugplatz Hemiksem genoemd werd, fungeerde voortaan als schijnvliegveld om de geallieerden om de tuin te leiden. Met houten nepvliegtuigen, een houten namaakopslagplaats, verlichtingsbakens en een betonnen bunker probeerden ze een bombardement op Wilrijk uit te lokken. Dit schijnvliegveld had voornamelijk de bedoeling het veel belangrijkere vliegveld van Deurne te vrijwaren. De commandobunker was een kopie van het exemplaar aan de luchthaven van Deurne. Het gaat om een afgeknotte kegelvormige constructie van gewapend beton met één kamer. Toen de bevrijding van Antwerpen naderde, plaatsten de Duitsers op en nabij het vliegveld een reeks palen. Deze palen, in de volksmond bekend als Rommelasperges, waren bedoeld om luchtlandingen te verhinderen.